# Rowan McKellar

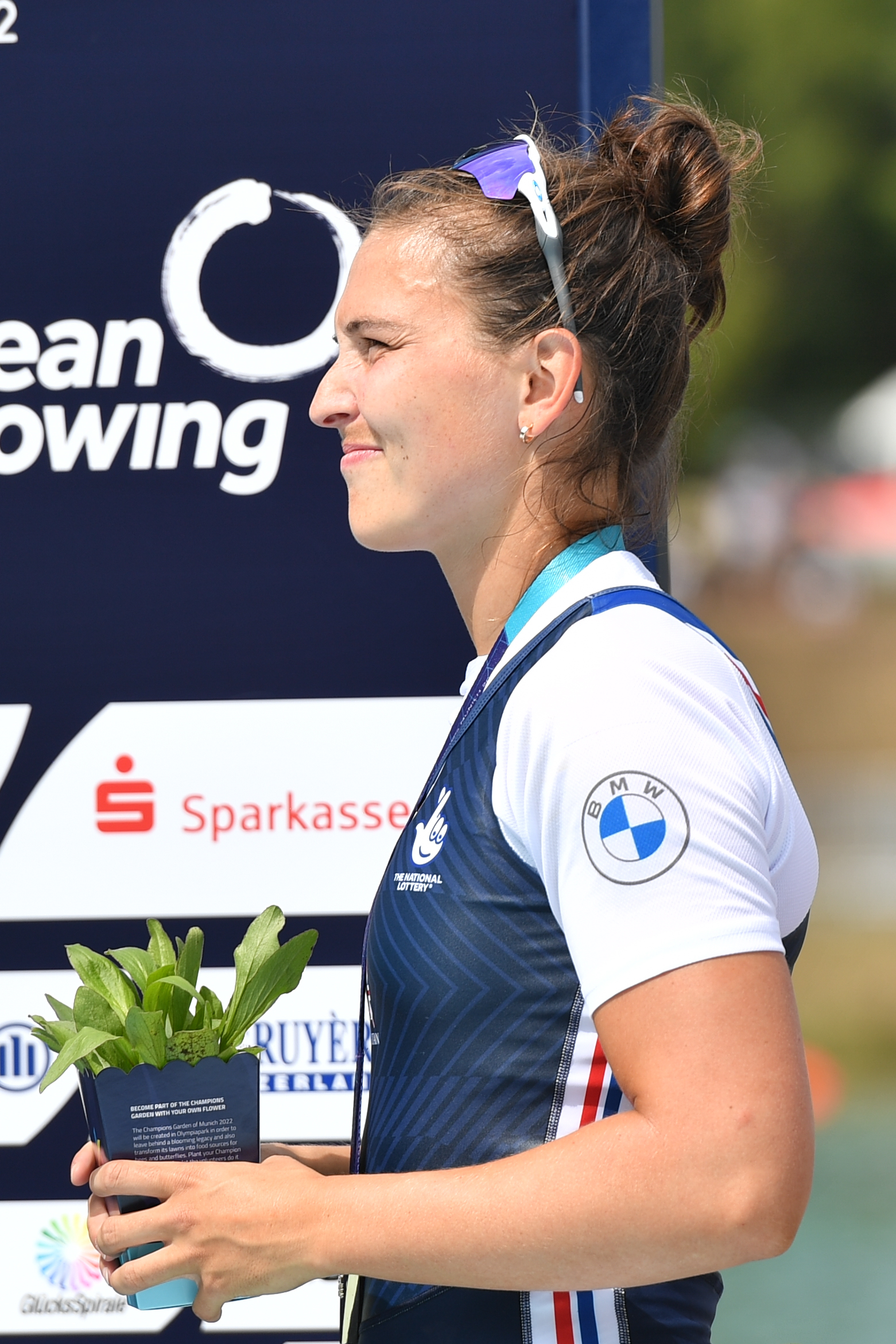
Rowan McKellar bei den Europameisterschaften 2022

Rowan McKellar (* 24. Mai 1994 in Glasgow) ist eine britische Ruderin. 2019 war sie Europameisterschaftszweite im Achter, 2021 Europameisterschaftsdritte im Vierer ohne Steuerfrau und 2022 Europameisterin im Vierer sowie Europameisterschaftszweite im Achter. 2022 gewann sie ihren ersten Weltmeistertitel und 2024 wurde sie Olympiadritte.

## Karriere
Rowan McKellar ist gebürtige Schottin. Sie besuchte die Queenswood School in Hatfield und studierte von 2013 bis 2017 an der University of California, Berkeley. Während ihrer Zeit in Berkeley ruderte sie für das Sportteam ihrer Universität, die California Golden Bears. Seit ihrer Rückkehr ins Vereinigte Königreich rudert McKellar für den Leander Club.
Die 1,83 Meter große McKellar gewann ihre erste internationale Medaille bei den U23-Weltmeisterschaften 2015 in Plowdiw, als sie zusammen mit Holly Norton die Silbermedaille im Zweier ohne Steuerfrau erhielt. Im Jahr darauf belegte sie mit dem britischen Vierer ohne Steuerfrau den vierten Platz bei den U23-Weltmeisterschaften in Rotterdam. 2017 trat sie mit dem britischen Vierer im Ruder-Weltcup an und belegte den siebten Platz bei den Weltmeisterschaften in Sarasota. 2018 wurden die Europameisterschaften in ihrer Heimat in Glasgow ausgetragen. Zusammen mit Harriet Taylor erreichte sie den fünften Platz im Zweier ohne Steuerfrau. Bei den Weltmeisterschaften 2018 in Plowdiw belegten die beiden Britinnen als Siegerinnen des B-Finales den siebten Platz. 2019 ruderten McKellar und Taylor im britischen Achter und gewannen in dieser Bootsklasse bei den Europameisterschaften in Luzern die Silbermedaille hinter den Rumäninnen. Bei den Weltmeisterschaften 2019 in Linz/Ottensheim belegte der britische Achter den fünften Platz.
Nachdem die Britinnen 2020 wegen der COVID-19-Pandemie nicht bei den Europameisterschaften antraten, erkämpften 2021 Rowen McKellar, Harriet Taylor, Karen Bennett und Rebecca Shorten die Bronzemedaille im Vierer bei den Europameisterschaften in Varese hinter den Niederländerinnen und den Irinnen. Bei den erst 2021 ausgetragenen Olympischen Spielen in Tokio gewannen die Britinnen nach einem vierten Platz im Vorlauf den Hoffnungslauf und erreichten damit das A-Finale. Mit einer Sekunde Rückstand auf die drittplatzierten Irinnen belegten die Britinnen den vierten Platz in der Gesamtwertung.
2022 bei den Europameisterschaften in München traten Heidi Long, Rowan McKellar, Samantha Redgrave und Rebecca Shorten im britischen Vierer an und gewannen den Titel vor den Irinnen und den Rumäninnen. Die vier Ruderinnen starteten auch im Achter und erkämpften in dieser Bootsklasse die Silbermedaille hinter den Rumäninnen. Einen Monat später traten Long, McKellar, Redgrave und Shorten bei den Weltmeisterschaften in Račice u Štětí nur im Vierer an und gewannen den Weltmeistertitel. Im Jahr darauf siegten die Rumäninnen im Vierer bei den Europameisterschaften 2023 in Bled vor der britischen Crew und den Niederländerinnen. Drei Monate später bei den Weltmeisterschaften in Belgrad gewannen die Niederländerinnen vor den Rumäninnen und den Britinnen. 2024 bei den Europameisterschaften in Szeged belegte der britische Achter mit Heidi Long, Rowan McKellar, Holly Dunford, Eve Stewart, Lauren Irwin, Emily Ford, Harriet Taylor, Annie Campbell-Orde und Steuermann Henry Fieldman den zweiten Platz mit drei Sekunden Rückstand auf die Rumäninnen. Bei den Olympischen Spielen in Paris siegten ebenfalls die Rumäninnen, hinter den Kanadierinnen gewann der britische Achter in der gleichen Besetzung wie bei den Europameisterschaften die Bronzemedaille.